# 몬타구섬
몬타구섬(Montagu Island)은 남극 사우스조지아 사우스샌드위치 제도에 위치한 섬으로, 사우스조지아 사우스샌드위치 제도에서 가장 큰 섬이다.

섬은 활화산섬으로 2001년부터 2007년까지 분화하였다. 그러나 소규모였다. 다만 용암이 분출하여 섬의 얼음과 눈을 녹였다. 지금은 활동이 평범하며, 더 이상 분출하지 않는다.